# Bordone (musica)

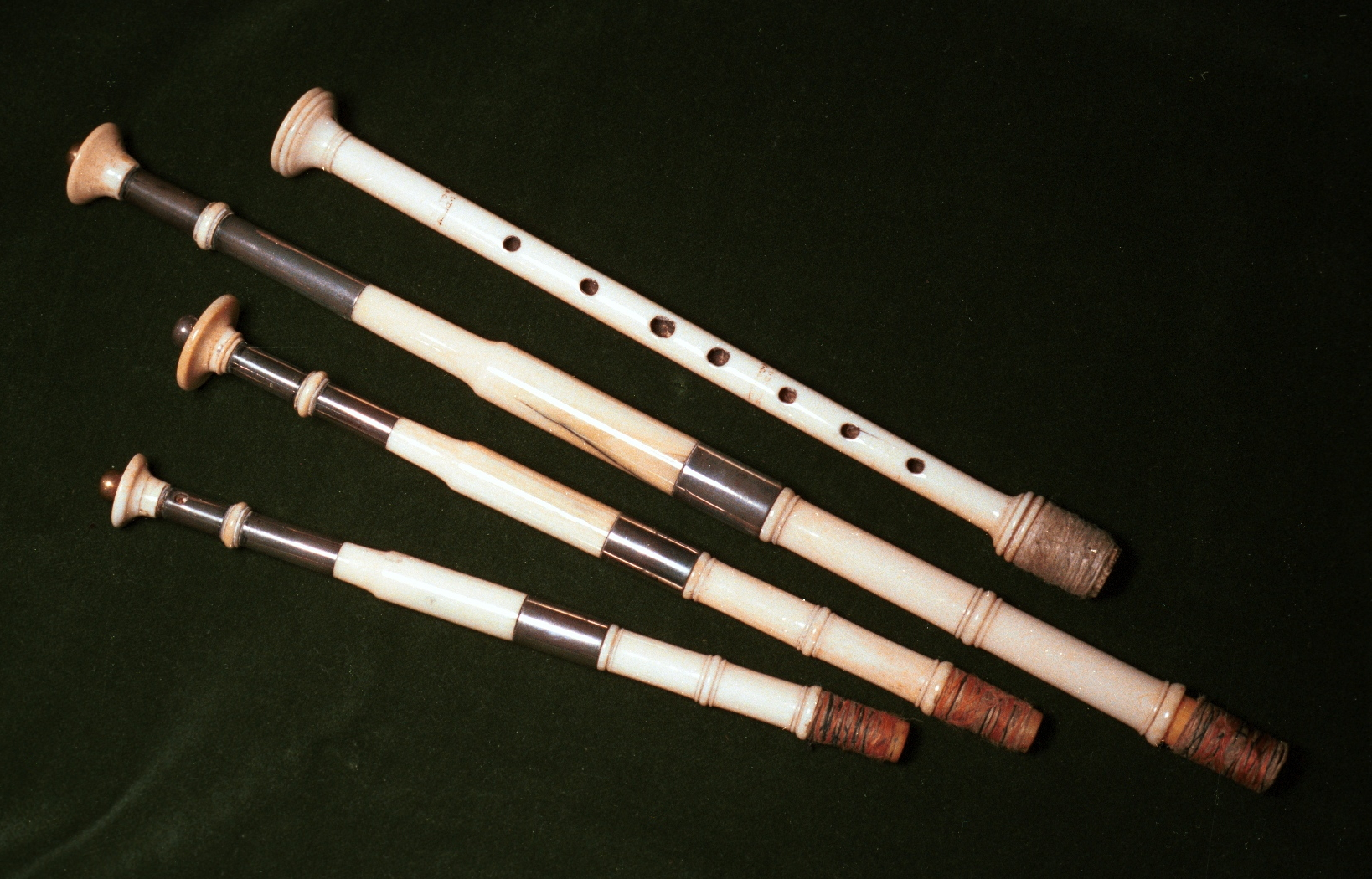
Chanter e bordoni di una cornamusa, al Chantry Bagpipe Museum di Morpeth

In musica, con bordone (in inglese drone) si può intendere sia una nota o un accordo suonati durante gran parte di una composizione, oppure per metonimia, la parte di uno strumento musicale specificatamente destinata a produrre tale effetto.

## Descrizione
Si tratta di un effetto armonico o monofonico di accompagnamento, in cui una nota o un accordo sono suonati in modo continuo per buona parte o per l'intera composizione, sostenuti o ripetuti, e spesso determinano la tonalità della composizione stessa. 
Allo stesso tempo, un bordone è la parte di uno strumento musicale che produce note sostenute, generalmente senza una particolare attenzione dell'esecutore. Il tanpura, il sitar e il sargam indiani sono strumenti (a corda pizzicata i primi, ad arco il terzo) capaci di eseguire bordoni. Le cornamuse, le launeddas e le ghironde sono anch'esse strumenti atti ad eseguire bordoni che donano allo strumento il loro suono così caratteristico. La quinta corda del banjo è anch'essa atta a produrre bordoni.

## Utilizzo
L'uso sistematico del bordone ha origine nella musica antica dell'Asia di sudovest, per poi diffondersi nell'India dell'est, nel nord e nell'ovest dell'Europa e nel sud dell'Africa.
I compositori europei di musica classica hanno usato occasionalmente il bordone per evocare atmosfere arcaiche, rustiche o musiche medioevali: 
- Haydn, sinfonia n. 104 London, apertura del finale accompagnante una melodia popolare.
- Beethoven, sinfonia n. 6 Pastorale, apertura e sezione del trio nello scherzo.
- Berlioz, Aroldo in Italia, accompagnamento dell'oboe ad imitazione dei pifferi montanari.
- Bartók, nel suo adattamento per piano di musiche popolari ungheresi.

Il bordone più noto nel repertorio classico è il preludio de L'oro del Reno di Richard Wagner: gli strumenti bassi sostengono un Mi bemolle lungo tutto il movimento. Bordoni successivi si trovano in The Velvet Underground & Nico realizzato dai Velvet Underground con Nico e prodotto da Andy Warhol (1967), Was?? di Folke Rabe (1968), Down at Piraeus di Robert Erickson, Hard Music di Loren Rush (1970).
La musica del compositore italiano Giacinto Scelsi è essenzialmente basata su bordoni. Brevi bordoni sono usati da diversi altri compositori. 
Il bordone differisce dal pedale per la sua durata: mentre il pedale ha una durata limitata, il bordone può durare anche per tutta la durata del pezzo.
In ambiente contemporaneo, il bordone si può ritrovare in generi quali il noise (e alcuni dei generi da esso derivati) e, soprattutto, nel drone doom metal.

## Modi di dire
Tenere bordone (a qualcuno) significa in metafora assecondare qualcuno, in genere in imprese o comportamenti non graditi a chi parla.